# LugLag
LugLag, errichtet 1949, das zu dem großen Komplex der Gulag-Lager gehörte, war ein Sonderlager des MWD für politische Gefangene mit fast 13.000 Häftlingen. Diese Sonderlager mit verschärftem Regime waren in der Nachkriegszeit durch das Innenministerium MWD (ehem. NKWD) geschaffene spezielle Einrichtungen im allgemeinen Gulag-System in der Sowjetunion. 

## Bezeichnung
LugLag, russisch Луглаг, trug ursprünglich die Bezeichnung Ossoblag Nr. 9, d. h. Sonderlager Nr. 9 (aus особый лагерь № 9, особлаг № 9). Die Abkürzung LugLag ist abgeleitet von Луговой ла́герь Lugowoi lager, d. h. Wiesenlager. Diese Bezeichnungen für die ursprünglich nummerierten Sonderlager wurden erst später und meist zufällig vergeben, als eine Art Code, meist ohne irgendeinen Bezug zur Realität.

## Geschichte
Das Lager LugLag wurde am 10. Oktober 1949 aufgrund des Dekrets Nr. 00219 des Innenministeriums MWD vom 21. Februar 1948 gegründet. Es befand sich zuerst im Dorf Dolinka, ab 17. November 1950 in der Siedlung Spassk, beide im Gebiet Karaganda in der damaligen Kasachischen SSR. Die Umsiedlung hängt mit einer umfangreichen Umstrukturierung zusammen: am 17. November 1950 wurden bestehende Lagerabteilungen von LugLag an PestschanLag übergeben, zugleich übernahm LugLag aus dem Bestand des Lagers StepLag eine Lagerabteilung in Spassk, teilweise mit Katorga-Häftlingen.  LugLag diente dann ab diesem Zeitraum als Sammelbecken für nicht arbeitsfähige Häftlinge und Invaliden aus den meisten Lagern im Gebiet Karaganda. Im Januar 1951 kam noch eine Lagerabteilung des Karaganda-ITL mit arbeitsunfähigen Katorga-Verurteilten hinzu. Luglag wurde am 1. September 1951 geschlossen, der Bestand ging als Spassk-Lagerabteilung an Pestschanlag.

## Tätigkeit
Die Häftlinge wurden eingesetzt zur Gewinnung und Herstellung von Baustoffen wie Ziegel, Luftziegel, Kalk und Gips, Herstellung von Keramikerzeugnissen (Kacheln, Fliesen, Geschirr), Abbau von Bruchstein und mineralischen Farbstoffen, ferner für Arbeiten in der Landwirtschaft und im Wohnungsbau sowie in der Holzverarbeitung.

## Insassenzahlen
Die Anzahl der Häftlinge wurde mit folgenden Zahlen dokumentiert:
| 1. Februar 1950   | 1.100  |
| 1. Januar 1951    | 10.072 |
| 1. September 1951 | 12.717 |